# Grete Eliassen
Grete Eliassen (Minneapolis, 19 de septiembre de 1986) es una deportista estadounidense, de padre noruego, que compitió en esquí acrobático, especialista en las pruebas de halfpipe y slopestyle.
Ganó dos medallas de bronce en el Campeonato Mundial de Esquí Acrobático, en los años 2005 y 2013. Adicionalmente, consiguió seis medallas en los X Games de Invierno.

## Medallero internacional
| Representando a Noruega        |                     |                   |            |
| Campeonato Mundial             |                     |                   |            |
| Año                            | Lugar               | Medalla           | Prueba     |
| 2005                           | Ruka (Finlandia)    | Medalla de bronce | Halfpipe   |
| Representando a Estados Unidos |                     |                   |            |
| Campeonato Mundial             |                     |                   |            |
| Año                            | Lugar               | Medalla           | Prueba     |
| 2013                           | Oslo/Voss (Noruega) | Medalla de bronce | Slopestyle |

| Representando a Noruega |                        |                   |            |
| X Games de Invierno     |                        |                   |            |
| Año                     | Lugar                  | Medalla           | Prueba     |
| 2005                    | Aspen (Estados Unidos) | Medalla de oro    | Superpipe  |
| 2006                    | Aspen (Estados Unidos) | Medalla de oro    | Superpipe  |
| 2007                    | Aspen (Estados Unidos) | Medalla de plata  | Superpipe  |
| 2009                    | Aspen (Estados Unidos) | Medalla de plata  | Slopestyle |
| 2010                    | Aspen (Estados Unidos) | Medalla de bronce | Slopestyle |
| 2011                    | Aspen (Estados Unidos) | Medalla de bronce | Slopestyle |